# Kate Austen

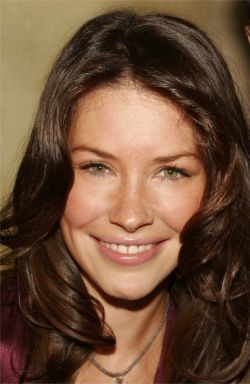
Actrița Evangeline Lilly în rolul lui Kate Austen

Kate Austen (Evangeline Lilly) este unul dintre personajele principale din serialul de televiziune american Lost.